# Pastel (lenguaje de programación)
Pastel es una versión extendida del lenguaje de programación Pascal, creado en 1982 para Amber, un sistema operativo del proyecto de supercomputadora S-1 del Laboratorio Nacional Lawrence Livermore en California.
Pastel fue concebido por Jeffrey M. Broughton, entonces el Ingeniero de Proyectos en cargo de los compiladores y el sistema operativo del proyecto S-1, debido al descontento con el lenguaje PL/1 en el que estaba siendo implementado Amber. El lenguaje fue llamado Pastel ("un Pascal descolorido") y su compilador fue la inspiración para que Richard Stallman creara el GNU C Compiler.
Comparado con los compiladores de Pascal de aquella época, Pastel incluía:
- Definiciones de tipo mejoradas
- Tipos paramétricos
- Control explícito de empaquetado y asignación
- Modos adicionales de paso de argumentos
- Construcciones de control adicionales
- Iteración de conjuntos
- Modo de salida de bucle
- Declaración de retorno
- Definición de módulo
- Manejo de excepciones
- Mejoras generales
- Operaciones booleanas condicionales
- Expresiones constantes
- Inicialización de variables